# 라이잔호우
라이잔호우(광둥어: 黎振浩 Lai4 Zan3 hou4, 중국어: 黎振浩, 병음: Lí Zhènhào 리전하오[*], 한자음: 여진호, 영어: Lai Chun Ho, 1989년 2월 5일~)는 홍콩의 육상 선수이다. 주 종목은 단거리 달리기이며, 2008년 하계 올림픽과 2012년 하계 올림픽에 참가하였다.